# Via Ostiensis
Via Ostiensis (italienska: Via Ostiense) var en betydelsefull väg som ledde västsydväst ut från Rom till hamnstaden Ostia och till saltanläggningarna och lagunerna vid Medelhavet. 
Vägen började nära Forum Boarium och gick mellan Aventinen och Tibern längs dess vänstra (östra) strand och lämnade Rom genom Porta Trigemina.